# صالح سليم
صالح سليم (11 سبتمبر 1930 - 6 مايو 2002) لاعب كرة قدم وممثل مصري يعتبر من أبرز رموز الرياضة المصرية والعربية وعلم من أعلام النادي الأهلي المصري.

## نشأته
ولد صالح سليم في 11 سبتمبر عام 1930 في حي الدقي، بمحافظة الجيزة، ووالده هو الدكتور محمد سليم أحد رواد أطباء التخدير في مصر، ووالدته هي السيدة زينب الشرف، التي كان والدها من أشراف مكة المكرمة قبل انتقاله للعيش في تركيا ومنها إلى مصر. تعرف والد سليم على والدته عندما كان يجري لها عملية جراحية خلال إقامتها مع عائلتها في مصر وتزوجها وأنجبا ثلاثة ذكور كان صالح هو الأكبر، ومن بعده عبد الوهاب وطارق. عشق صالح سليم رياضة كرة القدم منذ نعومة أظافره، فكان دائما ما يمارس هوايته مع أطفال حيه في الدقي بالجيزة. وقد انضم لفريق مدرسة الأورمان الإعدادية، ثم منتخب المدارس الثانوية أثناء دراسته بالمدرسة السعدية، ثم التحق بصفوف الناشئين بالنادي الأهلي عام 1944، بعد أن اكتشفه الأستاذ حسن كامل المشرف على فريق الأشبال بالنادي. ونجح صالح في إثبات وجوده وموهبته، حتى تم تصعيده إلى الفريق الأول وهو في السابعة عشرة من عمره، وخاض أول مباراة له مع الفريق الأول أمام المصري عام 1948، وفاز الفريق وقتها بهدفين مقابل هدف واحد وأحرز صالح سليم هدف الفوز، أما المباراة الرسمية الأولى، فكانت أمام يونان الإسكندرية في الأسبوع الثالث لبطولة الدوري موسم 1948 وفاز الأهلي بهدفين.

## بدايته
التحق بصفوف الناشئين بالنادي الأهلي عام 1944 وانتقل في نفس العام لصفوف الفريق الأول حيث لعب بالفريق الأول حتى عام 1963 قبل أن يترك النادي للاحتراف في فريق جراتس ب النمسا، ثم عودته مرة أخرى للنادي الأهلي وإكمال مسيرة نجاحه حتى عام 1967 حيث قرر اعتزال لعب كرة القدم.
لعب صالح سليم أول مباراة له ضد نادي المصرى عام 1948 وانتهى اللقاء بفوز النادي الأهلي بثلاثة أهداف نظيفة، ولعب صالح سليم في الجناح الأيسر وأحرز في المباراة هدفاً قبل نهاية اللقاء. لعب أول مباراة رسمية له مع النادي الأهلي في أول بطولة دوري رسمية عام 1948 أمام نادي الجالية اليونانية بالإسكندرية.
لم تتوقف مسيرة صالح سليم بالاعتزال، حيث عمل بالنادي كمدير للكرة عام 1971 حتى عام 1972 حين قرر خوض انتخابات مجلس إدارة النادي الأهلي بعد انتخابه لعضوية مجلس الإدارة، وحصل على نسبة 45% من الأصوات بفارق ضئيل عن رئيس النادي الفريق أول عبد المحسن كامل مرتجي. لم ييأس صالح سليم، بل خاض الانتخابات للمرة الثانية في عام 1980 واستطاع الفوز برئاسة مجلس إدارة النادي الأهلي، وقد سانده نجوم النادي الأهلي في ذلك الوقت مثل محمود الخطيب، مصطفى يونس، ثابت البطل، مجدي عبد الغني والكثير من أعضاء النادي الذين زاد عددهم بصورة كبيرة. استمر صالح سليم في رئاسة النادي الأهلي حتى عام 1988 حين قرر الابتعاد عن الساحة وترك الفرصة للآخرين لخوض التجربة، إلا أنه لسوء نتائج النادي الأهلي كان من اللازم عودة صالح سليم لإعادة الاستقرار مرة أخرى للنادي الأهلي وكان ذلك في العام 1990، لا سيما وأنه شهد له الفضل في تحقيق أغلب بطولات النادي خلال فترة تواجده به. قاد صالح سليم الأهلي حتى عام 1992، وجرت الانتخابات أعوام 1996 و2000 واستطاع صالح سليم باسمه وإنجازاته إحلال الاستقرار داخل النادي الأهلي. فبشعاره المعروف (الأهلي فوق الجميع) ومقولته الشهيرة: (الأهلي ملك لمن صنعوه، ومن صنعوه هم مشجعوه) حاز صالح سليم احترام ومحبة مشجعي ومتابعي الكرة في مصر، وليس مشجعي النادي الأهلي فقط، بإخلاصه وحبه للنادي الأهلي وعطائه الذي استمر حتى وفاته عام 2002.

## إنجازات وألقاب
كان صالح سليم دائماً من ضمن القائمة الأساسية للنادي الأهلي والمنتخب المصري حتى اعتزاله عام 1967. استطاع صالح سليم أن يحقق مع النادي الأهلي 11 بطولة دوري من أصل 15 بطولة شارك فيها صالح منذ بداية الدوري المصري لكرة القدم عام 1948، كذلك حقق مع النادي الأهلي بطولة كأس مصر 8 مرات، كما أحرز مع فريقه كأس الجمهورية العربية المتحدة عام 1961. على المستوى الدولي انضم صالح سليم إلى منتخب مصر لكرة القدم عام 1950، وكان قائد الفريق الذي فاز بكأس بطولة الأمم الأفريقية عام 1959 ب القاهرة، كما شارك مع المنتخب الوطني في دورة الألعاب الأولمبية ب روما عام 1960.
سجّل صالح سليم 101 هدف في حياته الكروية، منهم 9 أهداف سجلها خلال فترة احترافه في النمسا مع فريق جراتس، و 92 هدفاً أحرزهم مع النادي الأهلي في بطولتي الدوري والكأس.
حقٌق صالح سليم إنجازاً شخصياً كونه اللاعب الوحيد الذي أحرز سبعة أهداف في لقاء واحد، وكان ذلك أمام النادي الإسماعيلي، في مباراة أحرز فيها الأهلي ثمانية أهداف،
كما أن لصالح سليم إنجازين شخصيين آخرين هما أكبر عدد من البطولات يحرزها نادي في عهد رئيس واحد وهو 53 بطولة، وإحرازه هو وجيله من اللاعبين الدوري 9 مرات متتالية، وهو رقم لم يكسر حتى الآن.

## تاريخه الفني
شعبية صالح سليم كانت هي السبيل لجذبه للمجال الفني والسينمائي وشارك في عدة أفلام سينمائية منها فيلم السبع بنات، وفيلم الشموع السوداء أمام الفنانة نجاة الصغيرة، وفيلم الباب المفتوح أمام سيدة الشاشة العربية الفنانة فاتن حمامة. الجدير بالذكر أن صالح سليم تلقى الكثير من العروض من قبل أصدقائه الممثلين والمخرجين للقيام بتمثيل أدوار أخرى في السينما، لكنه رفض كل العروض التي قدمت له بهذا الخصوص مؤكداً أنه «غير ناجح» على الصعيد الفني.

## حياته الشخصية
أحب صالح سليم لعبة كرة القدم منذ صغر سنه، فكان دائما ما يمارس هوايته مع أطفال حيه. والد صالح سليم هو الجراح المعروف آنذاك «محمد سليم»، ووالدته هي السيدة «زين الشرف» التي كان والدها من أشراف مكة المكرمة قبل انتقاله للعيش في تركيا ومنها إلى مصر. تعرف والد صالح سليم على والدته عندما كان يجري لها عملية جراحية خلال إقامتها مع عائلتها في مصر. تزوج والد صالح بوالدته وأنجبت له ثلاثة ذكور، صالح، عبد الوهاب وطارق. تعرف صالح سليم على زوجته السيدة «زينب لطفي» على متن باخرة متجهة إلى «الحوامدية» فأعجب بها وقررا الزواج. قوبل هذا القرار بالاعتراض من قبل والد صالح ووالد «زينب لطفي» بسبب عدم إكمال صالح لدراسته الجامعية، فقُرر تأجيل إقامة حفل الزفاف إلى إنهاء صالح دراسته. أنهى صالح دراسته الجامعية وحصل على شهادة «بكالوريوس تجارة»، وتزوج «زينب لطفي». استمر الزواج حتى وفاة صالح سليم، وأنجبت «زينب لطفي» لصالح سليم إبنيه هشام سليم وخالد سليم، وكانت هذه الزيجة الوحيدة في حياة صالح.

## مرض ووفاة صالح سليم
بدأت رحلة صالح سليم مع مرض سرطان الكبد عام 1998 عندما كان صالح يقوم بفحوصاته الدورية التي يجريها كل 6 أشهر لدى طبيبه. أعلم الطبيب صالحاً بأنه مصاب بمرض السرطان، وعند مناقشة صالح لأطبائه لبدء العلاج أُعلم أن الورم السرطاني الذي ظهر في نصف كبده لا يمكن استئصاله لأن النصف الآخر من كبده مصاب ب تليف بسبب إصابته في وقت سابق من حياته ب فيروس سي، كما أُعلم بأن سنه لا تسمح بإجراء زراعة الكبد. لم ييأس صالح، بل رضخ لنصائح الأطباء باتباع أسلوب جديد للعالج، ألا وهو العلاج الكيماوي الموضعي، وهو يتكون من حقن المادة الكيماوية داخل الكبد نفسه، في المنطقة المصابة، كما نصحه الأطباء باتباع «علاج حراري» إلى جانب العلاج الكيماوي، وذلك لقتل الخلايا السرطانية. التزم صالح سليم بالعلاج الذي اقترحه أطباؤه، وكان يداوم على زيارة لندن لمتابعة حالته الصحية والوقوف على تطوراتها، إلا أنه لم يفصح ل الرأي العام عن سبب زياراته المتكررة للندن وعن خروجه المتكرر إلى خارج البلاد. هذه التساؤلات التي دائماً ما كان يجيب عنها صالح بأنه «يسأم من تواجده لفترة طويلة في القاهرة» أدت إلى إتهام صالح بالإهمال في إدارة النادي الأهلي المصري. مجدداً لم يفقد صالح ثباته وعزيمته في مواجهة المرض، ولم ييأس حين وجهت له تهم الإهمال، بل فضّل عدم الإفصاح عن مرضه للرأي العام لاعتقاده أن مرضه «شيء يخصه وحده». من جهة أخرى، ازدادت حالة صالح سليم الصحية سوءاً، فانتشرت الخلايا السرطانية إلى خارج الكبد وانتقلت إلى الأمعاء فاضطر الأطباء إلى إجراء عملية استئصال لأجزاء من الأمعاء، لكن ساءت حالة صالح الصحية ودخل في «غيبوبة متقطعة» إلى أن وافته المنية صباح يوم السادس من مايو عام 2002 عن عمر يناهز 72 عاماً، وشيّع جثمانه مئات الآلاف من المصريين.

## وصلات خارجية
- محمد سليم على موقع IMDb (الإنجليزية)
- محمد سليم على موقع قاعدة بيانات الفيلم (الإنجليزية)
- محمد سليم على موقع قاعدة بيانات كرة القدم.إي يو (الإنجليزية)
- محمد سليم على موقع أوليمبيديا (الإنجليزية)